# Welterbe in Frankreich

Zum Welterbe in Frankreich gehören (Stand 2025) 54 UNESCO-Welterbestätten, darunter 45 Stätten des Weltkulturerbes, sieben Stätten des Weltnaturerbes und zwei gemischte Kultur- und Naturerbestätten. Sechs dieser Welterbestätten befinden sich in Überseegebieten Frankreichs. Frankreich ist der Welterbekonvention 1975 beigetreten, die ersten vier Welterbestätten wurden 1979 in die Welterbeliste aufgenommen. Die bislang letzte Welterbestätte wurde 2025 eingetragen.

## Welterbestätten
Die folgende Tabelle listet die UNESCO-Welterbestätten in Frankreich in chronologischer Reihenfolge nach dem Jahr ihrer Aufnahme in die Welterbeliste (K – Kulturerbe, N – Naturerbe, K/N – gemischt, (G) – auf der Liste des gefährdeten Welterbes).
| Bild                                                                 | Bezeichnung | Jahr       | Typ   | Ref. | Beschreibung |
| -------------------------------------------------------------------- | --- | ---------- | ----- | ---- | --- |
| Abtei Mont-Saint-Michel (weitere Bilder)                             | Mont-Saint-Michel und seine Bucht (Lage)                                                                                | 1979       | K     | 80   | Mont-Saint-Michel ist eine ehemalige Benediktiner-Abtei. Sie liegt auf der gleichnamigen Klosterinsel in der Region Normandie im Département Manche auf dem Gemeindegebiet von Le Mont-Saint-Michel. Die Bauten der Abtei Mont-Saint-Michel wurden etwa gleichzeitig mit den gotischen Kathedralen errichtet und immer wieder verändert. Es war eines der umfangreichsten, schwierigsten und kostspieligsten Bauprojekte des gesamten Mittelalters. Seit 1979 sind sowohl der Klosterberg als auch die umgebende Bucht Teil des Welterbes. Erfüllte Kriterien für Weltkulturerbe: i., iii., vi. |
| Kathedrale von Chartres (weitere Bilder)                             | Kathedrale von Chartres (Lage)                                                                                          | 1979       | K     | 81   | Die Kathedrale Notre-Dame von Chartres in Chartres ist das „Urbild“ der hochgotischen Kathedrale. Sie ist der Sitz des Bischofs des römisch-katholischen Bistums Chartres. Im Jahr 876 weihte Karl der Kahle dort eine Kirche und übergab dem Sanktuarium eine heilige Reliquie, die als Sancta Camisia bezeichnete Tunika, die die Jungfrau Maria bei der Verheißung der Geburt Jesu durch den Erzengel Gabriel – (bekannt als Mariä Verkündigung) – getragen haben soll. Der heutige gotische Neubau begann kurz nach 1194 und dauerte bis 1260, die offizielle Weihe war am 24. Oktober 1260. Der Bau ist über 130 Meter lang und 64 Meter breit. Im Jahr 1908 wurde die Kirche zur Basilica minor erhoben. Erfüllte Kriterien für Weltkulturerbe: i., ii., iv. |
| Schloss Versailles (weitere Bilder)                                  | Schloss und Park von Versailles (Lage)                                                                                  | 1979       | K     | 83   | Das Schloss Versailles in der gleichnamigen Pariser Nachbarstadt ist eine der größten Palastanlagen Europas und war von der Mitte des 17. Jahrhunderts bis zum Ausbruch der Französischen Revolution die Hauptresidenz der französischen Könige. Der Barockbau, dessen größte Ausdehnung mehr als einen halben Kilometer beträgt, gilt als ein Höhepunkt europäischer Palastarchitektur und diente vom 17. bis zum 19. Jahrhundert als Vorbild für zahlreiche weitere Schlossbauten. Die Gartenanlagen wurden in ihrer heutigen Ausdehnung weitgehend in drei Abschnitten von 1662 bis 1667, 1668 bis 1677 und 1678 bis 1689 durch André Le Nôtre geschaffen. Erfüllte Kriterien für Weltkulturerbe: i., ii., vi. |
| (weitere Bilder)                                                     | Abteikirche und Stadthügel von Vézelay (Lage)                                                                           | 1979       | K     | 84   | Vézelay ist eine Gemeinde im Département Yonne in der Region Bourgogne-Franche-Comté. Sie ist ein weit über Frankreich hinaus bekannter Wallfahrtsort und einer der Ausgangspunkte des Jakobswegs Via Lemovicensis; der Ort liegt auf einem Hügel im nordwestlichen Zipfel des Morvan am Fluss Cure in einer Höhe von rund 180 bis 250 m und ist als eines der schönsten Dörfer Frankreichs (Plus beaux villages de France) klassifiziert. Die romanische Basilika Sainte-Marie-Madeleine trägt seit 1925 den Titel einer Basilica minor. Seit 1998 ist sie auch als Teil der „Wege der Jakobspilger in Frankreich“ als Weltkulturerbe (siehe unten) ausgezeichnet. Erfüllte Kriterien für Weltkulturerbe: i., vi. |
| Malerei in der Höhle von Lascaux                                     | Prähistorische Stätten und dekorierte Höhlen des Vézère-Tals (Lage)                                                     | 1979       | K     | 85   | Die Vézère entspringt auf dem Plateau von Millevaches im westlichen Zentralmassiv, verläuft in der Region Nouvelle-Aquitaine und mündet nach rund 211 Kilometern bei Limeuil als rechter Nebenfluss in die Dordogne. Im etwa 40 Kilometer langen Flussabschnitt oberhalb der Mündung liegen die berühmten, vorgeschichtlichen Fundstätten Roque Saint-Christophe (Abri), Cro-Magnon, La Madeleine, Le Moustier, Les Eyzies-de-Tayac-Sireuil sowie die Höhle von Lascaux mit ihren einmaligen Höhlenmalereien. Erfüllte Kriterien für Weltkulturerbe: i., iii. |
| Schloss Fontainebleau (weitere Bilder)                               | Schloss und Park von Fontainebleau (Lage)                                                                               | 1981       | K     | 160  | Das Schloss Fontainebleau im Département Seine-et-Marne wurde zeitweilig unter anderem von Kaiser Napoleon Bonaparte genutzt. Es ist vor allem für seine Innenausstattung aus der Zeit der Renaissance berühmt. Die Anlage wurde unter Franz I. und Heinrich II. an der Stelle einer Burganlage aus dem 13. Jahrhundert gebaut, dessen Donjon in den Bau eingefügt und unter König Franz I. zu einem Jagdschloss erweitert wurde. Bauanfang des heute sichtbaren Zentralbaus war 1528. Das Schloss gilt als erster Renaissancebau auf französischem Boden. Es wurde in der Zeit der Könige Heinrich IV., Ludwig XIII. und Ludwig XIV. mehrfach umgebaut. |
| Kathedrale von Amiens (weitere Bilder)                               | Kathedrale von Amiens (Lage)                                                                                            | 1981       | K     | 162  | Die Kathedrale Notre Dame in Amiens ist eine gotische Kirche, die im Jahre 1854 durch Papst Pius IX. zur Basilica minor erhoben wurde. Das im Jahr 1862 als Monument historique klassifizierte Kulturdenkmal ist seit 1998 auch Teil des Weltkulturerbes „Wege der Jakobspilger in Frankreich“ (siehe unten). Der Sakralbau besitzt mit 42,30 m das, abgesehen von der niemals vollendeten Kathedrale von Beauvais, höchste Mittelschiffgewölbe aller französischen Kathedralen, berühmte Bauplastik und eine beeindruckende Westfassade. Anders als bei fast allen anderen Kirchen des Mittelalters wurde bei ihrem Bau nicht mit dem Chor, sondern mit dem Langhaus begonnen. Architekturgeschichtlich ist Notre-Dame d’Amiens neben Notre-Dame de Chartres und Notre-Dame de Reims eine der drei klassischen Kathedralen der französischen Hochgotik des 13. Jahrhunderts. Sie wurde bauliches Vorbild für den kurz darauf begonnenen Kölner Dom und viele Jahrhunderte später für die St. Patrick’s Cathedral in New York City. |
| Theater von Orange                                                   | Römisches Theater und seine Umgebung und „Triumphbogen“ von Orange (Lage)                                               | 1981       | K     | 163  | Das Theater von Orange ist ein antikes römisches Theater im Südosten Frankreichs. Es wurde im 1. Jahrhundert erbaut, befindet sich im Besitz der Kommune Orange und beherbergt im Sommer das Opernfestival Chorégies d'Orange. Das Theater gilt als eines der besterhaltenen römischen Theater in der 40 v. Chr. gegründeten, römischen Kolonie Arausio. Der Bogen von Orange ist ein dreitoriger Ehrenbogen wohl aus spätaugusteisch-frühtiberischer Zeit, der dem nördlichen Stadteingang in das antike Arausio vorgelagert war und etwa 110 Meter außerhalb der Stadt lag. |
| Amphitheater (weitere Bilder)                                        | Römische und romanische Denkmäler von Arles (Lage)                                                                      | 1981       | K     | 164  | Zu den Bauwerken gehören das Amphitheater, das antike Theater, das Forum, die Alyscamps, die ehemalige Kathedrale St-Trophime und deren Kreuzgang. |
| Zisterzienserabtei Fontenay (weitere Bilder)                         | Abtei Fontenay (Lage)                                                                                                   | 1981       | K     | 165  | Die Abtei Fontenay wurde im Jahr 1118 vom Heiligen Bernhard von Clairvaux als Tochterkloster der Primarabtei Clairvaux gegründet. Der Bau ist ein Manifest der strengen zisterziensischen Romanik und entspricht weitestgehend dem Originalzustand. Mit der Französischen Revolution 1789 endete das Klosterleben: 1791 verließen die letzten neun Mönche Fontenay. Nach dem Verkauf richtete Élie de Montgolfier eine Papierfabrik in den Gebäuden der Abtei ein, die Basilika war zusehends von Verfall bedroht. 1906 kauften die Gebrüder Edouard und René Aynard die gesamte Abtei und begannen mit der aufwändigen Restaurierung, die bis heute andauert. Nur ihren Bemühungen ist es zu verdanken, dass Fontenay in seinem wiederhergestellten Zustand im Jahr 1981 von der UNESCO zum Weltkulturerbe erklärt wurde. |
| Hauptgebäude der großen Saline von Salins-les-Bains (weitere Bilder) | Von der Großen Saline in Salins-les-Bains zur Königlichen Saline in Arc-et-Senans, die Herstellung von Siedesalz (Lage) | 1982, 2009 | K     | 203  | Die Große Saline war eine Stadt in der Stadt Salins-les-Bains, mit eigener Stadtmauer, eigenen Wohngebäuden, eigener Gerichtsbarkeit und Verwaltung sowie einer eigenen Kirche. Sie wurde erstmals 791 in einer Urkunde des Klosters Flavigny erwähnt, obwohl sie zu diesem Zeitpunkt vermutlich schon seit Jahrhunderten ausgebeutet wurde. Im Mittelalter wurde Salz als „Weißes Gold“ bezeichnet, Salzproduktion und Handel warfen enorme Gewinne ab. Die Salzquellen des Orts wurden schon im 13. Jahrhundert durch unterirdische Stollen und zusätzlich gebohrte Brunnen besser zugänglich gemacht. |
| Place Stanislas (weitere Bilder)                                     | Plätze Stanislas, de la Carrière und d’Alliance in Nancy (Lage)                                                         | 1983       | K     | 229  | Die Plätze Stanislas, de la Carrière, d’Alliance in Nancy stellen in ihrer Gestaltung eine einzigartige künstlerische Leistung dar. Sie sind ein typisches Beispiel für eine moderne Hauptstadt und veranschaulichen eine wichtige Etappe in der Geschichte. |
| Abteikirche von Saint-Savin (weitere Bilder)                         | Abteikirche Saint-Savin-sur-Gartempe (Lage)                                                                             | 1983       | K     | 230  | Die Kirche von Saint-Savin sur Gartempe, gilt als Kleinod der romanischen Kunst und beherbergt eine bemerkenswerte Sammlung an Wandmalereien der Romanik. |
| Calanche                                                             | Golf von Porto: Calanche von Piana, Golf von Girolata und Scandola-Reservat                                             | 1983       | N     | 258  | Golf von Porto mit Golf von Girolata, Calanche und der Naturschutzgebiet La Scandola auf der Mittelmeer-Insel Korsika Erfüllte Kriterien für Weltnaturerbe: vii., viii., x. |
| Pont du Gard (weitere Bilder)                                        | Römischer Aquädukt Pont du Gard (Lage)                                                                                  | 1985       | K     | 344  | Der Pont du Gard ist ein römischer Aquädukt im Süden Frankreichs und von beeindruckender Höhe. Außerdem verfügt er über einen der am besten erhaltenen Wasserkanäle aus der Römerzeit in Frankreich. |
| Blick auf die Grande Île (weitere Bilder)                            | Strasbourg, Grande-Île und Neustadt (Lage)                                                                              | 1988, 2017 | K     | 495  | Die Grande Île („Große Insel“) wird durch den Fluss Ill gebildet, der sich hier verzweigt. Auf der von beiden Illarmen umflossenen Insel liegt die historische Altstadt von Straßburg. 2017 wurde das Welterbe um die Neustadt erweitert. |
| Blick über die Seine                                                 | Paris, Ufer der Seine (Lage)                                                                                            | 1991       | K     | 600  | Am Ufer der Seine findet sich eine Reihe von gotischen Meisterwerken und der Gesamtkomplex übte mit seiner Gestaltung einen Einfluss auf die Stadtentwicklung in anderen europäischen Hauptstädten aus. |
| Kathedrale Notre-Dame de Reims                                       | Kathedrale Notre-Dame, ehemalige Abtei Saint-Rémi und Palais du Tau, Reims (Lage)                                       | 1991       | K     | 601  | Die Kathedrale Notre Dame, die ehemalige Abtei Saint-Remi und der Palais du Tau in Reims sind untrennbar mit der Geschichte der französischen Monarchie verbunden und führten zu einer perfekten Balance zwischen Kirche und Staat, die die französische Monarchie zu einem politischen Modell in ganz Europa machten. |
| Kathedrale von Bourges (weitere Bilder)                              | Kathedrale von Bourges (Lage)                                                                                           | 1992       | K     | 635  | Die Kathedrale in Bourges stellt in der Baugeschichte, mit ihrem Übergang zur Hochgotik und einer Reihe von Neuerungen im gotischen Kontext, eine Einmaligkeit da. |
| Papstpalast                                                          | Historisches Zentrum von Avignon: Papstpalast, bischöfliches Ensemble und Brücke von Avignon (Lage)                     | 1995       | K     | 228  | Avignon war von 1309 bis 1423 Papstsitz und ihre Altstadt, mit ihren mittelalterlichen Häusern, ist von einer intakten und imposanten Befestigungsmauer umgeben. |
| Canal du Midi (weitere Bilder)                                       | Canal du Midi (Lage) | 1996       | K     | 770  | Der 240 Kilometer lange und 1681 fertiggestellte Canal du Midi („Kanal des Südens“) verbindet Toulouse mit Sète am Mittelmeer. |
| Carcassonne (weitere Bilder)                                         | Historische Stadtbefestigung von Carcassonne (Lage)                                                                     | 1997       | K     | 345  | Die befestigte Siedlung geht auf vorrömischen Zeit zurück und ist in seiner jetzigen Form ein herausragendes Beispiel für eine mittelalterliche befestigte Stadt. |
| Mont Perdu / span.: Monte Perdido (weitere Bilder)                   | Pyrenäen - Mont Perdu (Lage)                                                                                            | 1997, 1999 | K / N | 773  | Grenzübergreifendes Welterbe, zusammen mit Spanien. Dieses Welterbe würdigt die geologische Einzigartigkeit, die Schönheit und Vielfalt der Natur sowie die in Europa selten gewordene traditionelle Lebensform der Almwirtschaft. 1999 wurde die Fläche des Schutzgebietes erweitert. Erfüllte Kriterien für Weltkultur- und Naturerbe: iii., iv., v., vii., viii. |
| Wege der Jakobspilger in Frankreich (weitere Bilder)                 | Jakobsweg in Frankreich (Lage)                                                                                          | 1998       | K     | 868  | Santiago de Compostela war das Ziel von zahllosen Pilgern aus ganz Europa. Um ihr Ziel in Spanien zu erreichen, mussten die Pilger Frankreich über den Via Turonensis, Via Lemovicensis, Via Podiensis oder Via Tolosana durchqueren. Dieses Welterbe schützt eine Reihe der wichtigsten historischen Denkmäler auf diesen Weg. |
| Römisches Theater                                                    | Historische Stätte von Lyon (Lage)                                                                                      | 1998       | K     | 872  | Die lange Geschichte von Lyon, die von den Römern im 1. Jahrhundert v. Chr. gegründet wurde, wird veranschaulicht durch das Stadtgefüge und den vielen historischen Gebäuden aus allen Epochen. |
| Franziskanerkloster (weitere Bilder)                                 | Juridiction de Saint-Émilion (Lage)                                                                                     | 1999       | K     | 932  | Der Weinbau in der Region Aquitanien geht auf die Zeit der Römer zurück. |
| Brücke über die Loire in Saumur                                      | Tal der Loire zwischen Sully-sur-Loire und Chalonnes (Lage)                                                             | 2000       | K     | 933  | Enthält das bereits 1981 eingeschriebene Schloss und Gut Chambord. 2017 wurde im Rahmen einer kleinen Grenzänderung das Schloss Chenonceau und die Verbindungsstraße zwischen ihm und dem bereits im Welterbe enthaltenen Schloss Amboise in das Schutzgebiet aufgenommen. |
| Fachwerkhäuser in der Oberstadt (weitere Bilder)                     | Provins, Stadt mittelalterlicher Messen (Lage)                                                                          | 2001       | K     | 873  | Da Provins an der Kreuzung wichtiger Handelsrouten lag (Nord-Süd und Ost-West), fand hier im Mittelalter (insbesondere 9. bis 13. Jhd.) einer der größten Märkte des Landes statt. Noch heute kann das damalige Geschehen in der Grange aux Dîmes nachvollzogen werden. Die Stadtmauer, die in den Jahren 1226 bis 1314 erbaut wurde, ist 1200 Meter lang und mit 22 Türmen bestückt. |
| Belfried in Loos (weitere Bilder)                                    | Belfriede in Belgien und Frankreich (Lage)                                                                              | 2005       | K     | 943  | Grenzübergreifendes Welterbe, zusammen mit Belgien. Die Belfriede sind hohe, schlanke Glockentürme. Sie wurden zur Zeit der Gotik erstellt und sind hier ein Zeichen für die Gewinnung der bürgerlichen Freiheiten. 23 befinden sich in Frankreich. |
| Le Havre (weitere Bilder)                                            | Le Havre, die durch Auguste Peret wiederaufgebaute Stadt (Lage)                                                         | 2005       | K     | 1181 | Die Stadt wurde nach den schweren Zerstörungen im Zweiten Weltkrieg nach Plänen des Architekten Auguste Perret mit einem Team von 60 Architekten von 1945 bis 1954 wieder aufgebaut. Der Stadtkern mit einer charakteristischen farbigen Betonarchitektur ist eines von zwei (neben Brasília) Stadtensembles des 20. Jahrhunderts in der Liste des UNESCO-Welterbes (Stand: 2020). |
| (weitere Bilder)                                                     | Bordeaux, Port de la Lune (Lage)                                                                                        | 2007       | K     | 1256 | „Port de la Lune“ |
| (weitere Bilder)                                                     | Lagunen von Neukaledonien: Riffdiversität und zugehörige Ökosysteme (Lage)                                              | 2008       | N     | 1115 | Das Neukaledonische Barriereriff ist das zweitgrößte Doppelbarriereriff der Welt und hat die weltweit vielfältigsten Riffstrukturen. |
| Zitadelle von Besançon                                               | Festungsanlagen von Vauban (Lage)                                                                                       | 2008       | K     | 1283 | Diese Welterbestätten fassen eine Reihe von zwölf besonders beispielhaften und gut erhaltenen Festungsbauwerken des französischen Baumeister Sébastien Le Prestre de Vauban zusammen. |
| Stadtansicht mit der Kathedrale Sainte-Cécile (weitere Bilder)       | Bischofsviertel Albi (Lage)                                                                                             | 2010       | K     | 1337 | Das Bischofsviertel ist das Herzstück der historischen Altstadt Albis, mit der Kathedrale Sainte-Cécile, der Kirche Saint-Salvi und dem Palais de la Berbie (Bischofspalast). |
| (weitere Bilder)                                                     | Gipfel, Talkessel und Hänge auf La Réunion (Lage)                                                                       | 2010       | N     | 1317 | Bei dem Welterbe Pitons, cirques et remparts de l’île de La Réunion handelt es sich um ein Gebiet auf der französischen Insel Réunion im Indischen Ozean, das in einem Nationalpark liegt und einen hohen Anteil von endemischen Tier- und Pflanzenarten schützt. |
| (weitere Bilder)                                                     | Causses und Cevennen, mediterrane agro-pastorale Kulturlandschaften (Lage)                                              | 2011       | K     | 1153 | Während es sich bei den Causses um die großflächigen Kalk-Hochebenen im französischen Zentralmassiv handelt, sind die Cevennen der südöstlichste Teil derselben mit engen, steilen Schluchten. In dieser Landschaft wird die Wanderschäferei noch wie vor Ur-Zeiten ausgeübt. Sie beruht dabei auf den typischen Sozialstrukturen sowie den lokalen Schaf-Rassen und spiegelt sich besonders in der Art der Höfe und Gebäude sowie der Felder, der Wasserwirtschaft und der Wege des Viehtriebs wider. |
| Haus Schussenried im Pfahlbaumuseum Unteruhldingen (weitere Bilder)  | Prähistorische Pfahlbauten um die Alpen                                                                                 | 2011       | K     | 1363 | Grenzübergreifendes Welterbe, zusammen mit Deutschland, Italien, Österreich, der Schweiz und Slowenien. Bei den 111 Fundstellen prähistorischer Pfahlbauten in den sechs Alpenländern handelt es sich um Fundamentreste von Hütten aus frühester Vorzeit die nicht auf trockenem Boden, sondern an seichten Uferstellen auf Pfahlwerk errichtet worden waren. In Frankreich sind elf Fundstellen aus der Zeit zwischen 5300 und 500 vor Christus registriert, zwei im Département Jura (Le Grand Lac de Clairvaux, Lac de Chalain), fünf im Département Savoie (Lac d’Aiguebelette, Baie de Grésine, Baie de Châtillon, Hautecombe, Littoral de Tresserve) sowie vier im Département Haute-Savoie (Littoral de Chens-sur-Léman, Les Marais de Saint-Jorioz, Le Crêt de Châtillon, Secteur des Mongets). |
| Bergbaugebiet Nord-Pas de Calais                                     | Bergbaugebiet Nord-Pas de Calais (Lage)                                                                                 | 2012       | K     | 1360 | Das Nordfranzösische Kohlerevier erstreckt sich entlang der französisch-belgischen Grenze und ist in vieler Hinsicht vom dortigen Steinkohlenbergbau geprägt. |
| Tierabbildungen in der Chauvet-Höhle (weitere Bilder)                | Verzierte Höhle von Pont d'Arc, bekannt als Grotte Chauvet-Pont d'Arc, Ardèche (Lage)                                   | 2014       | K     | 1426 | Die über 400 Wandbilder mit Symbol- und Tierdarstellungen in dieser Höhle in der Ardèche sind geschätzte 35.000 bis 32.000 Jahre alt. |
| Weinberge, Weinhäuser und -keller der Champagne                      | Weinberge, Weinhäuser und -keller der Champagne (Lage)                                                                  | 2015       | K     | 1465 | Das Weinbaugebiet Champagne ist das für den Anbau der Grundweine des Champagners zugelassene Gebiet. |
| Climats, Weinbaugebiete des Burgund                                  | Climats, Weinbaugebiete des Burgund (Lage)                                                                              | 2015       | K     | 1425 | In der Weinregion Burgund befinden sich einige der berühmtesten Weinberge der Welt. Viele Weinbergslagen sind in kleinste Parzellen zersplittert. |
| Notre-Dame-du-Haut (weitere Bilder)                                  | Das architektonische Werk von Le Corbusier - ein herausragender Beitrag zur Moderne (Lage)                              | 2016       | K     | 1321 | Grenzübergreifendes Welterbe, zusammen mit Argentinien, Belgien, Deutschland, Indien, Japan und der Schweiz. Von den weltweit 17 geschützten Bauten des Architekten Le Corbusier stehen zehn in Frankreich: Unité d’Habitation in Marseille, die Kapelle Notre-Dame-du-Haut, Maisons La Roche et Jeanneret, Cité Frugès, Villa Savoye und das Gärtnerhaus, Immeuble locatif à la Porte Molitor, La Manufacture à Saint-Dié, Maison de la Culture de Firminy, Le Cabanon und das Kloster Sainte-Marie de la Tourette. |
| Marae Taputapuatea (weitere Bilder)                                  | Taputapuātea (Lage) | 2017       | K     | 1529 | Innerhalb der französisch-polynesischen Gemeinde Taputapuatea auf der Insel Raiatea sind zwei bewaldete Täler, ein Teil der Lagune und des Korallenriffs, ein Marae sowie ein Streifen des offenen Ozeans als Zeugnisse einer 1000-jährigen Māori-Zivilisation unter Schutz gestellt. Im Zentrum dieses Gebiets befindet sich das Taputapuātea marae, ein politisches, zeremonielles und Bestattungszentrum. Es zeichnet sich durch mehrere Marae mit sehr unterschiedlichen Funktionen aus. In Polynesien weit verbreitet, waren die Marae Räume der Verbindung zwischen der Welt der Lebenden und der der Ahnen und der Götter. |
| Panorama (weitere Bilder)                                            | Chaîne des Puys - Tektonikarena der Limagne-Verwerfung (Lage)                                                           | 2018       | N     | 1434 | Die Chaîne des Puys, manchmal auch „Monts Dômes“ genannt, ist eine Kette von vulkanischen Bergen, im Zentralmassiv, in der Region Auvergne-Rhône-Alpes. Sie erstreckt sich in Nord-Süd-Richtung über eine Länge von etwa 30 Kilometern und umfasst an die hundert erloschene Vulkane. Die Vulkane stammen aus der Zeit des Quartär: Die ersten Eruptionen fanden vor etwa 90.000 Jahren statt, die letzten vor etwa 6.000 Jahren am Lac Pavin. Die Chaîne des Puys ist Bestandteil des Regionalen Naturparks Volcans d’Auvergne. |
| Crique de la Chaloupe                                                | Französische Südgebiete und -meere (Lage)                                                                               | 2019       | N     | 1603 | Die Französischen Südgebiete und -meere umfassen die größten der seltenen Landmassen im südlichen Indischen Ozean: die Kerguelen, die Crozetinseln, die Sankt-Paul-und-Amsterdam-Inseln sowie 60 kleine subantarktische Inseln. Diese „Oase“ inmitten des Südpolarmeers erstreckt sich über eine Fläche von mehr als 670.000 Quadratkilometer und bietet eine der höchsten Konzentrationen an Vögeln und Meeressäugern der Welt, insbesondere die weltweit größte Population an Königspinguinen und Albatrossen. Die Abgelegenheit dieser Inseln von Zentren menschlicher Aktivität macht sie zu äußerst gut erhaltenen Schauplätzen der biologischen Evolution und zu einem einzigartigen Terrain für wissenschaftliche Forschungen. |
| (weitere Bilder)                                                     | Buchenurwälder und Alte Buchenwälder der Karpaten und anderer Regionen Europas (Lage)                                   | 2021       | N     | 1133 | Erweiterung der Welterbestätte Buchenurwälder und Alte Buchenwälder der Karpaten und anderer Regionen Europas erfolgte 2021 um drei Schutzgebiete in Frankreich: Chapitre-Petit Buëch, Massane und Grand Ventron. Erfülltes Kriterium für Weltnaturerbe: viii. |
| (weitere Bilder)                                                     | Bedeutende Kurstädte Europas (Lage)                                                                                     | 2021       | K     | 1613 | Grenzübergreifendes Welterbe gemeinsam mit Belgien, Deutschland, Italien, Österreich, Tschechien und dem Vereinigten Königreich enthält in Frankreich Vichy. |
| (weitere Bilder)                                                     | Leuchtturm von Cordouan (Lage)                                                                                          | 2021       | K     | 1625 | Der Leuchtturm von Cordouan erhebt sich auf einem flachen Felsplateau vor der französischen Atlantikküste an der Mündung der Gironde, in einer sehr exponierten Umgebung. Er ist seit 1611 in Betrieb, gebaut aus weißen Kalksteinblöcken, vom Ingenieur Louis de Foix entworfen und vom Ingenieur Joseph Teulère im späten 18. Jahrhundert umgebaut. |
| (weitere Bilder)                                                     | Nizza, Winterkurort der Riviera (Lage)                                                                                  | 2021       | K     | 1635 | Die Stadt Nizza, am Mittelmeer und dem Fuße der Alpen gelegen, diente ab Mitte des 18. Jahrhunderts für immer mehr aristokratische und großbürgerliche Familien, vor allem aus England, als bevorzugter Winterkurort. |
| Vulkane und Wälder des Pelée und die Pitons im Norden von Martinique | Vulkane und Wälder des Pelée und die Pitons im Norden von Martinique                                                    | 2023       | N     | 1657 | umfasst die Montagne Pelée und die Pitons du Carbet auf der Karibik-Insel Martinique |
| Maison Carrée                                                        | Das Maison Carrée in Nîmes (Lage)                                                                                       | 2023       | K     | 1569 | |
| Grab- und Gedenkstätten des Ersten Weltkrieges (Westfront)           | Grab- und Gedenkstätten des Ersten Weltkrieges (Westfront)                                                              | 2023       | K     | 1567 | Zum Welterbe gehören 80 verschiedene Cluster in Frankreich. Weitere Stätten sind in Belgien. |
| Te Henua Enata – Die Marquesas-Inseln                                | Te Henua Enata – Die Marquesas-Inseln                                                                                   | 2024       | K/N   | 1707 | Die Marquesas-Inseln zeichnen sich durch ihre bergige Landschaft und ihre steilen Küsten. Durch die abgelegene Lage sind auf dem Archipel viele Arten beheimatet, die nirgendwo sonst auf der Welt vorkommen. Insbesondere die Vielfalt an Seevögeln und Meeresbewohnern auf den Marquesas-Inseln ist bemerkenswert. Ausgezeichnet wurden auch verschiedene Stätten der hier heimischen Kultur der Ènata, die sich ab dem 10. Jahrhundert entwickelte und bis zur Eroberung durch die Europäer im 19. Jahrhundert Bestand hatte. Hierzu gehören unter anderem verschiedene Felsritzungen und Steinskulpturen. Erfüllte Kriterien für Weltkultur- und Naturerbe: iii., vi., vii., ix., x. |
| (weitere Bilder)                                                     | Megalithen von Carnac und der Morbihan-Küste (Lage)                                                                     | 2025       | K     | 1725 | Vier Cluster mit megalithischen Dolmen sind Teil dieser Welterbestätte. Hervorzuheben ist Le Menec, wo auf einer Länge von 1165 Metern 1169 Menhire in zwölf Steinreihen stehen. Erfüllte Kriterien für Weltkulturerbe: i., iv. |

## Tentativliste
In der Tentativliste sind die Stätten eingetragen, die für eine Nominierung zur Aufnahme in die Welterbeliste vorgesehen sind.

### Aktuelle Welterbekandidaten
Mit Stand 2025 sind 32 Stätten in der Tentativliste von Frankreich eingetragen, die letzte Eintragung erfolgte im April 2024.
Die folgende Tabelle listet die Stätten in chronologischer Reihenfolge nach dem Jahr ihrer Aufnahme in die Tentativliste.
| Bild                                                                                           | Bezeichnung                                                                                    | Jahr | Typ | Ref. | Beschreibung |
| ---------------------------------------------------------------------------------------------- | ---------------------------------------------------------------------------------------------- | ---- | --- | ---- | --- |
| (weitere Bilder)                                                                               | Kathedrale von Saint-Denis (Lage)                                                              | 1996 | K   | 230  | Ehemalige Abteikirche in der Stadt Saint-Denis nördlich von Paris, 1966 zur Kathedrale des Bistums Saint-Denis erhoben. |
| Rouen                                                                                          | Rouen                                                                                          | 1996 | K   | 231  | Fachwerkensemble, Kathedrale, Kirche Saint-Ouen und die Kirche Saint-Maclou |
| (weitere Bilder)                                                                               | Schloss Vaux-le-Vicomte (Lage)                                                                 | 1996 | K   | 233  | |
| Befestigte Städte des nordwesteuropäischen Tieflandes                                          | Befestigte Städte des nordwesteuropäischen Tieflandes                                          | 1996 | K   | 234  | Ursprünglich geplante Nominierung mit Belgien. |
| Montagne Sainte-Victoire und Cézanne-Stätten                                                   | Montagne Sainte-Victoire und Cézanne-Stätten                                                   | 1996 | K/N | 242  | umfasst das durch Bilder von Paul Cézanne bekannt gewordene Gebirge Montagne Sainte-Victoire im Süden der Provence sowie Wohn- und Wirkungsstätten des Malers in Aix-en-Provence. |
| Tropfsteinhöhlenensemble in Südfrankreich                                                      | Tropfsteinhöhlenensemble in Südfrankreich                                                      | 2000 | N   | 1429 | umfasst 19 Höhlen und Höhlengruppen |
| Nationalpark Vanoise                                                                           | Nationalpark Vanoise                                                                           | 2000 | K/N | 1430 | |
| Bergmassiv des Mont Blanc                                                                      | Bergmassiv des Mont Blanc                                                                      | 2000 | K/N | 1431 | |
| Camargue                                                                                       | Camargue                                                                                       | 2002 | N   | 1432 | umfasst die Réserve naturelle nationale de Camargue und angrenzende Naturschutzgebiete |
| Straße von Bonifacio                                                                           | Straße von Bonifacio                                                                           | 2002 | N   | 1649 | |
| Nationalpark Écrins                                                                            | Nationalpark Écrins                                                                            | 2002 | K/N | 1651 | |
| Nationalpark Port-Cros                                                                         | Nationalpark Port-Cros                                                                         | 2002 | N   | 1652 | |
| (weitere Bilder)                                                                               | Salzgärten von Guérande                                                                        | 2002 | K/N | 1653 | Anlagen zur Gewinnung von Meersalz bei der Stadt Guérande |
| Cap Cerbère (weitere Bilder)                                                                   | Mittelmeerküste der Pyrenäen                                                                   | 2002 | K/N | 1655 | Kulturlandschaft an dem an das Mittelmeer angrenzenden Ostende der Pyrenäen. Spanien hat 2004 einen entsprechenden Vorschlag für den auf seinem Staatsgebiet liegenden Bereich eingereicht (Ref. 1986). |
| Reede von Marseille                                                                            | Reede von Marseille                                                                            | 2002 | K   | 1657 | enthält die maritime Fassade der Stadt Marseille, einige dahinter liegende Quartiere, die Frioul-Inseln und die Insel Planier |
| Antike Städte der Narbonensis und ihr Territorium                                              | Antike Städte der Narbonensis und ihr Territorium                                              | 2002 | K   | 1658 | umfasst die antiken Städte Nîmes, Arles und Glanum der römischen Provinz Gallia Narbonensis sowie Aquädukte und die Via Domitia |
| Eisenbahn der Cerdagne                                                                         | Eisenbahn der Cerdagne                                                                         | 2002 | K   | 1661 | |
| Office national d’études et de recherches aérospatiales, Meudon                                | Office national d’études et de recherches aérospatiales, Meudon                                | 2002 | K   | 1662 | |
| Hangar Y                                                                                       | Hangar Y                                                                                       | 2002 | K   | 1663 | Der Hangar Y in Meudon bei Paris stammt aus dem Jahr 1877 und ist die älteste Luftschiffhalle der Welt und eine der wenigen, die in Europa heute noch existieren. |
| (weitere Bilder)                                                                               | Historische Schokoladenfabrik Menier in Noisiel (Lage)                                         | 2002 | K   | 1664 | |
| Historisches Zentrum von Sarlat                                                                | Historisches Zentrum von Sarlat                                                                | 2002 | K   | 1667 | |
| Portal des Arsenals                                                                            | Arsenal von Rochefort und Befestigungsanlagen der Charente-Mündung                             | 2002 | K   | 1668 | umfasst das Arsenal von Rochefort und weitere Befestigungsanlagen der Stadt Rochefort und der vor der Mündung der Charente in den Atlantik gelegenen Inseln. |
| Königs- und Kaiserstadt Metz – Symbole der Macht, stilistische Gegensätze und urbane Identität | Königs- und Kaiserstadt Metz – Symbole der Macht, stilistische Gegensätze und urbane Identität | 2014 | K   | 5882 | |
| Batterie Longues-sur-Mer                                                                       | Strände der Alliiertenlandung, Normandie, 1944                                                 | 2014 | K   | 5883 | umfasst die Landestellen Utah Beach, Pointe du Hoc, Omaha Beach, Batterie Longues-sur-Mer, künstlicher Hafen Winston Churchill, Gold Beach, Juno Beach, Sword Beach der Landung der Alliierten in der Normandie im Juni 1944 sowie Überreste am Meeresboden Stätte ist für 2026 nominiert unter dem Namen „D-Day Landing Beaches, Normandy, 1944“ |
| Mittelmeer-Alpen                                                                               | Mittelmeer-Alpen                                                                               | 2017 | N   | 6178 | Der transnationale Vorschlag gemeinsam mit Italien (Ref. 6181) und Monaco (Ref. 6180) beinhaltet in Frankreich die Zonen: Argentera-Mercantour, Daluis, Marguareis-Toraggio, Peïra-Cava, Cap Ferrat – Canyon de la Roya, La Grande Corniche und Peille                                                                                            |
| Burg Peyrepertuse                                                                              | Altstadt von Carcassonne und ihre Wächterburgen in den Bergen                                  | 2017 | K   | 6245 | geplante Erweiterung der bestehenden Welterbestätte der Altstadt von Carcassonne (Ref. 345) um die sieben Katharerburgen: Quéribus, Aguilar, Montségur, Peyrepertuse, Puilaurens, Termes und Lastours. Stätte ist für 2026 nominiert. |
| Charolais-Brionnais, Kulturlandschaft der Rinderzucht                                          | Charolais-Brionnais, Kulturlandschaft der Rinderzucht                                          | 2018 | K   | 6314 | Seit dem 17. Jahrhundert wird im Charolais-Brionnais Viehzucht betrieben. Die Landschaft im Süden der Region Burgund ist namensgebend für eine Rinderrasse und eine Käsesorte. |
| Domäne von Fontainebleau: Schloss, Gärten, Park und Wald (Erweiterung)                         | Domäne von Fontainebleau: Schloss, Gärten, Park und Wald (Erweiterung) (Lage)                  | 2020 | K   | 6493 | Wald von Fontainebleau stand bereits seit 1996 auf der Tentativliste. |
| Materielle Zeugen für die Errichtung des Staates der Pyrenäen: das Co-Fürstentum Andorra       | Materielle Zeugen für die Errichtung des Staates der Pyrenäen: das Co-Fürstentum Andorra       | 2021 | K   | 6504 | In Frankreich gehört die Burg Foix zum Vorschlag. |
| Saint-Honorat, Klosterinsel des Archipels von Lérins in Cannes                                 | Saint-Honorat, Klosterinsel des Archipels von Lérins in Cannes (Lage)                          | 2022 | K   | 6618 | Stätte ist für 2028 nominiert. |
| Das Observatorium Pic du Midi de Bigorre, ein Pionier im Hochgebirge                           | Das Observatorium Pic du Midi de Bigorre, ein Pionier im Hochgebirge (Lage)                    | 2022 | K   | 6622 | Stätte ist für 2027 nominiert. |
| Umfriedete Pfarrbezirke in Finistère                                                           | Umfriedete Pfarrbezirke in Finistère                                                           | 2024 | K   | 6755 | 31 Stätten sind Teil des Vorschlags |

### Ehemalige Welterbekandidaten
Diese Stätten standen früher auf der Tentativliste, wurden jedoch wieder zurückgezogen oder von der UNESCO abgelehnt. Stätten, die in anderen Einträgen auf der Tentativliste enthalten oder Bestandteile von Welterbestätten sind, werden hier nicht berücksichtigt.
| Bild                                                                                         | Bezeichnung                                                                                  | Jahr      | Typ | Ref. | Beschreibung |
| -------------------------------------------------------------------------------------------- | -------------------------------------------------------------------------------------------- | --------- | --- | ---- | --- |
| (weitere Bilder)                                                                             | Benediktinerabtei Tournus (Lage)                                                             | 1981–1994 | K   |      | |
| (weitere Bilder)                                                                             | Kathedrale von Beauvais (Lage)                                                               | 1981–1994 | K   |      | |
| (weitere Bilder)                                                                             | Château Gaillard (Lage)                                                                      | 1981–1994 | K   |      | |
| Krypta der Abtei Notre-Dame de Jouarre                                                       | Krypta der Abtei Notre-Dame de Jouarre                                                       | 1981–1994 | K   |      | Krypta aus der Merowingerzeit (ca. 660) in Jouarre, älteste erhaltene Krypta Europas |
| Laon                                                                                         | Laon                                                                                         | 1981–1994 | K   |      | |
| Jakobinerkonvent in Toulouse                                                                 | Jakobinerkonvent in Toulouse                                                                 | 1981–1994 | K   |      | |
| Place des Vosges in Paris                                                                    | Place des Vosges in Paris                                                                    | 1981–1994 | K   |      | |
| Ruinen der Abtei Jumièges                                                                    | Ruinen der Abtei Jumièges                                                                    | 1981–1994 | K   |      | |
| Saint-Germain d’Auxerre                                                                      | Saint-Germain d’Auxerre                                                                      | 1981–1994 | K   |      | |
| Troyes                                                                                       | Troyes                                                                                       | 1981–1994 | K   |      | |
| (weitere Bilder)                                                                             | Aigues-Mortes (Lage)                                                                         | 1984–1984 | K   |      | |
| Abtei Saint Nicolas de Tolentino de Brou                                                     | Abtei Saint Nicolas de Tolentino de Brou                                                     | 1985–1985 | K   |      | Wurde von der UNESCO abgelehnt, da es bessere Beispiele der Spätgotik gebe. |
| Das urbanistische und architektonische Werk von Le Corbusier                                 | Das urbanistische und architektonische Werk von Le Corbusier                                 | 2006–2016 | K   | 1666 | Außer den 2016 in die Welterbestätte (Ref. 1321) aufgenommenen Bauten waren aus Frankreich ursprünglich auch folgende Bauten vorgeschlagen, wurden aber bei weiteren Überarbeitungen des Vorschlags zurückgezogen: Villa Cook, Cité de refuge der Heilsarmee, Schweizer Pavillon in der Cité Internationale Universitaire de Paris, Usine Claude et Duval Factory und die Maisons Jaoul |
| Nîmes – von der Antike bis zur Gegenwart                                                     | Nîmes – von der Antike bis zur Gegenwart                                                     | 2011–2021 | K   | 5723 | Von der Nominierung ist lediglich das Maison Carrée übrig geblieben. |
| Buchenurwälder und Alte Buchenwälder der Karpaten und anderer Regionen Europas (Erweiterung) | Buchenurwälder und Alte Buchenwälder der Karpaten und anderer Regionen Europas (Erweiterung) | 2019–2021 | N   | 6393 | Geplante Erweiterung der Welterbestätte Buchenurwälder und Alte Buchenwälder der Karpaten und anderer Regionen Europas wurden von der IUCN abgelehnt: Mont Aigoual, Moixoses, Wald von Fontainebleau, Py-Pas de Rotja (von Frankreich zurückgezogen), Massif de la Sainte-Baume, Saint-Pé-de-Bigorre, Chizé und Sylve d'Argenson                                                        |